# Battle Royale (Computerspielgenre)
Battle Royale ist ein Computerspielgenre, bei dem sich der Spieler mit einer vorgegebenen Anzahl an anderen Spielern online in einem abgegrenzten Spielbereich, der im Laufe des Spiels immer kleiner wird, mit im Spielbereich gesammelten Items bekämpft. Ziel ist es, am Ende als einziger Spieler bzw. als einziges Team zu überleben.

## Übersicht
Es gibt Spiele, die komplett auf dem Battle-Royale-Genre basieren, einzelne Spielmodi dafür anbieten oder durch spezielle Modifikationen (kurz ‚‚Mods‘‘) auf das Battle-Royale-Spielprinzip zugeschnitten wurden.
Der Spieler muss in den meisten Spielen zufällig verteilte Gegenstände wie beispielsweise Waffen, medizinische Versorgung und Rüstung auf der Karte finden und aufsammeln, um sich so für den Kampf zu rüsten. Die Orte sind dabei meist unbewohnt. In der Regel startet der Spieler aus einem fliegenden Objekt, wie z. B. einem Flugzeug, und muss dann per Fallschirm an einem beliebigen Ort landen.
Die Spiele und Namen des Genres orientieren sich dabei thematisch an literarischen oder filmischen Werken wie Battle Royale oder Die Tribute von Panem und fügen mit der Zeit eine Begrenzung der Karte ein, die immer kleiner wird und so die Spieler zu einem bestimmten Punkt in der Karte lenkt. Ebenfalls können Spieler durch bestimmtes Loot (z. B. durch Airdrops und Loot in Häuser) oder schadenzufügende Zonen gelenkt werden. Dabei sind diese Werte meist zufallsgeneriert. Der letzte Überlebende bzw. das letzte überlebende Team gewinnt die Runde. Je nach Spiel kann ein Spieler nach seinem Tod der Runde nicht erneut beitreten („Permadeath“).
Auch nicht spielbare Charaktere wie Zombies, Fahr- und Flugzeuge sowie Sandbox- und Crafting-Elemente können Teil von Battle Royale sein.

## Geschichte
Kurz nach der Veröffentlichung des dystopischen Films Die Tribute von Panem – The Hunger Games im Jahr 2012, der auf dem gleichnamigen Roman von Suzanne Collins basiert, wurde ein Server-Plugin namens Hunger Games (später in Survival Games umbenannt) für einen Minecraft-Server entwickelt. Ebenso wurde bereits vorher ein Spielmodus mit dem bestimmten Namen „Royal“ für den Arena Shooter „ShootMania“ (Nadeo/Ubisoft) entwickelt. Selbiger besaß bereits später ausschlaggebende Inhalte wie einen sich begrenzenden Spielbereich. Später folgte die Mod DayZ für Arma 2, der erste Battle-Royale-Elemente enthielt und ein Battle-Royale-Mod von Brendan Greene. Weiterhin wurde das Genre durch den japanischen Film Battle Royale aus dem Jahr 2000, sowie andere Survival-Horror-Spiele und Last-man-Standing-Karten in Online-Spielen beeinflusst.
Die zeitliche Kartenbegrenzung wurde erst später in überarbeiten Mods hinzugefügt und durch Spiele wie ARK: Survival of the fittest oder H1Z1: King of Kill, wo Greene als Berater tätig war, im Jahr 2016 etabliert.
Das Battle-Royale-Genre erlangte insbesondere im Jahr 2017 durch das Spiel PlayerUnknown’s Battlegrounds, das auf einem Mod für Arma 2 basiert und von Brendan Greene leitend entwickelt wurde, sowie später auch das kostenlose Spiel Fortnite Battle Royale Aufmerksamkeit in Online-Medien wie Twitch und YouTube und sorgte mit überdurchschnittlich hohen Verkaufs- und Spielerzahlen für einen Medienhype. So zählten die Spiele PlayerUnknown’s Battlegrounds mit über 3,2 Millionen gleichzeitig spielenden Spielern und Fortnite mit über 3,4 Millionen gleichzeitig spielenden Spielern zu den bisher meistgespielten Online-Spielen. Des Weiteren war PlayerUnknown’s Battlegrounds mit über 20 Millionen verkauften Einheiten (heute über 50 Millionen) und insgesamt 400 Millionen Spielern (Mobile-Spieler mit einberechnet) das meistverkaufte Spiel im Jahr 2017. Fortnite verzeichnet mittlerweile über 200 Millionen registrierte Spieler und wurde zu einem Phänomen in der Netzkultur.
Daraufhin folgten viele weitere Spiele, die sich auf unterschiedliche Aspekte im Genre, Zielgruppen und Verkaufsmodelle konzentrierten. Viele Publisher brachten via Updates nachträglich Battle-Royale-Modi in ihre Spiele, damit die Spieler nicht auf andere Spiele wechseln würden. Die Community einiger Spiele entwickelten außerdem spezielle Battle-Royale-Modifikationen. Ein Beispiel hierfür ist der Battle-Royale-Modus in Counter-Strike: Global Offensive. Ebenfalls sahen auch große Hersteller wie Electronic Arts und Activision Blizzard den Erfolg und veröffentlichten daraufhin Spielmodi für Call of Duty und Battlefield. Darüber hinaus veröffentlichte Electronic Arts 2019 das Spiel Apex Legends, das neben PlayerUnkown’s Battlegrounds und Fortnite mit über 50 Millionen Spielern mittlerweile zu den populärsten Battle-Royale-Spielen gehört. Des Weiteren erschienen mehrere Battle-Royale-Spiele für mobile Geräte und Fortnite wurde für Crossplay optimiert. Auch PlayerUnkown’s Battlegrounds und Apex Legends planen eine Crossplay-Unterstützung.
Der Begriff „Battle Royale“ wurde außerdem auf von diesem Genre inspirierte Modi in nicht Shooter-Spielen wie beispielsweise Grand Theft Auto Online: Motorwars oder Tetris 99 erweitert. Im Shooter-Bereich wurde das Konzept außerdem auf Helden-Shooter (z. B. Paladins: Battlegrounds-Modus, später eigenes Spiel namens Realm Royale) und 2D-Shooter (z. B. Surviv.io) übertragen.

## Gründe für den Erfolg
Als Gründe für den Erfolg des Genres wird das Spielen mit einer großen Anzahl an Spielern, eine Mischung aus mehreren Elementen wie Suchen, Ausprobieren, Erkunden, Bauen, Überleben, Glück und Kämpfen, der für viel Spannung und Nervenkitzel sorgt, sowie die Eignung für den E-Sport und die relativ überschaubare Spielzeit genannt. Zudem spricht das Genre je nach Ausführung sowohl Hardcore- als auch Casual-Gamer an und ist auch auf Streaming- und Videoplattformen unterhaltsam zu verfolgen. Viele Battle-Royale-Spiele setzen zudem auf eine Langzeitbindung durch Games as a Service, in dem sie das Spiel in bestimmten Zeiträumen bzw. Seasons mit kostenlosen und kostenpflichtigen Items, Karten, Herausforderung oder Skins erweitern.
Ein Dozent der University of Utah ist außerdem der Meinung, dass das Genre mehrere Bedürfnisse aus Maslows Bedürfnishierarchie anspricht und deswegen auf viele Menschen so attraktiv wirkt.

## Finanzieller Erfolg
Business Insider prognostizierte, dass Battle-Royale-Spiele im Jahr 2018 über 2 Milliarden US-Dollar einbrachten und 2019 auf 20 Milliarden US-Dollar anwachsen würden. SuperData Research berichtete, dass alleine die drei umsatzstärksten Battle-Royale-Spiele (Fortnite, PlayerUnknown’s Battlegrounds und Call of Duty: Black Ops 4) im Jahr 2018 einen Gesamtumsatz von fast 4 Milliarden US-Dollar generierten.

## Verbot in asiatischen Ländern
China begann im Oktober 2017 damit, Battle-Royale-Spiele zu verbieten, da sie nach Meinung der Regierung den Werten des Sozialismus widersprechen. Im November 2017 kündigte daher die PUBG Corporation eine Partnerschaft mit dem chinesischen Internetunternehmen Tencent an und gab an, Anpassungen vorzunehmen. Trotzdem wurde der Vertrieb und Besitz von Battle-Royale-Spielen wie Fortnite oder PlayerUnknown’s Battleground im Sommer 2018 verboten. Dennoch existieren zahlreiche Kopien, die unter dem populär gewordenen Genre chicken-eating game weiterhin vertrieben werden. Der Name des Genres bezieht sich dabei auf den Spruch „Winner, Winner, Chicken Dinner!“, den der letzte überlebende Spieler in PlayersUnknown’s Battlegrounds am Ende als Gewinner eingeblendet bekommt.
2019 wurde das Spiel PlayerUnknown’s Battlegrounds ebenfalls im indischen Bundesstaat Gujarat verboten und es wurden 10 Teenager verhaftet, die sich dem Verbot widersetzt haben. Am 13. April 2019 verbot auch Nepal das Spielen von PlayerUnknown’s Battlegrounds, da es nach Meinung der Regierung Kinder und Jugendliche negativ beeinflusst und Suchtpotenzial fördert.
Am 23. April 2019 wurde Fortnite und PlayerUnknown’s Battlegrounds ebenfalls im Irak vom irakischen Parlament zusammen mit weiteren Videospielen verboten, da sie nach Meinung der Regierung die Jugend gefährden.
Auch in Jordanien wurde 2019 das Battle-Royale-Spiel PlayerUnknown's Battlegrounds gesperrt, da sich das Spiel „negativ auf Spieler aller Altersklassen auswirke“.

## Bekannte Battle-Royale-Spiele
Nachfolgend einige bekannte Spiele, die entweder voll auf dem Battle-Royale-Genre basieren, über einen Battle-Royale-Modus verfügen oder durch spezielle Modifikationen seitens der Community für Battle Royale ausgelegt wurden:
- 2012: Minecraft: Hunger Games[36]
- 2013: Arma 2
- 2014: Arma 3[37]
- 2016: H1Z1: King of Kill, ARK: Survival of the fittest
- 2017: Fortnite Battle Royale, PlayerUnknown’s Battlegrounds, Surviv.io
- 2018: Ring of Elysium, Darwin Project, Call of Duty: Black Ops 4: Blackout, Realm Royale, Counter-Strike: Global Offensive: Danger Zone, Totally Accurate Battlegrounds, Rapture Rejects, Battlerite Royale, Radical Heights[38]
- 2019: Tetris 99, Apex Legends, Battlefield V: Feuersturm, Overwatch,[39] Fallout 76[40]
- 2020: Call of Duty: Warzone,[41] Fall Guys: Ultimate Knockout